# 오시마 쓰바사
오시마 쓰바사(일본어: 大島 翼, 1983년 12월 9일 ~ )는 일본의 전 축구 선수이다.

## 구단 경력
과거 방포레 고후, 파지아노 오카야마, 마쓰모토 야마가 FC, 카마타마레 사누키에서 활동하였다.